# Eyne
Eyne (katalanisch Eina) ist eine französische Gemeinde mit 149 Einwohnern (Stand 1. Januar 2022) im Département Pyrénées-Orientales in der Region Okzitanien. Sie gehört zum Arrondissement Prades und zum Kanton Les Pyrénées catalanes.

## Nachbargemeinden
Nachbargemeinden von Eyne sind Bolquère im Norden, La Cabanasse im Nordosten, Saint-Pierre-dels-Forcats im Osten, Planès und Fontpédrouse im Südosten, Queralbs (Spanien) im Süden, Llo im Südwesten, Saillagouse im Westen und Font-Romeu-Odeillo-Via im Nordwesten.

## Bevölkerungsentwicklung
| Jahr      | 1962 | 1968 | 1975 | 1982 | 1990 | 1999 | 2013 |
| Einwohner | 69   | 38   | 49   | 50   | 84   | 127  | 128  |

## Sehenswürdigkeiten
- Kirche Saint-Michel
- Dolmen des Pascarets und Dolmen von Lo Pou
- Menhire del Port und de la Font del Sastre
- Steinplattenbrücke von Eyne
- Vallée d’Eyne